# Podhradie, Prievidza
Podhradie este o comună slovacă, aflată în districtul Prievidza din regiunea Trenčín. Localitatea se află la altitudinea de 549 m deasupra n.m., se întinde pe o suprafață de 12,76 km2 și în 2017 număra 309 locuitori.

## Istoric
Localitatea Podhradie este atestată documentar din 1352.

## Demografie
| An:                | 1994 | 2004   | 2014   | 2024   |
| ------------------ | ---- | ------ | ------ | ------ |
| Număr de persoane: | 343  | 333    | 309    | 292    |
| Diferență:         |      | −2,91% | −7,20% | −5,50% |

| An:                | 2023 | 2024   |
| ------------------ | ---- | ------ |
| Număr de persoane: | 288  | 292    |
| Diferență:         |      | +1,38% |